# Issam Jebali
Issam Jebali (in arabo عصام الجبالي‎?; Medjez el-Bab, 25 dicembre 1991) è un calciatore tunisino, centrocampista o attaccante del Gamba Osaka e della nazionale tunisina.

## Carriera
Il primo club di Jebali a livello senior è stato l'Étoile du Sahel, polisportiva con sede a Sousse. Ha collezionato le prime presenze in prima squadra nel 2009, anno in cui ha esordito anche nella Champions League africana.
Tra il febbraio e l'aprile del 2013 ha giocato 7 partite in prestito all'ES Zarzis, oltre allo spareggio-salvezza perso ai rigori contro il Gafsa. È rientrato poi all'Étoile du Sahel per disputare il campionato 2013-2014.
Ha intrapreso quindi la decisione di lasciare la Tunisia (paese che stava attraversando un periodo di forte instabilità) per trasferirsi in Svezia a Värnamo insieme alla moglie Niina, svedese, conosciuta nel 2011 mentre lei era in vacanza in Tunisia. Già in precedenza, nel 2013, Jebali aveva svolto un provino in Svezia all'Öster, ma all'epoca non era riuscito ad ottenere un contratto.
Il 9 febbraio 2015 la locale squadra dell'IFK Värnamo ha annunciato che il giocatore ha sottoscritto un contratto biennale. Nel corso della Superettan 2015 ha giocato 26 partite, mettendo a referto 5 reti e 3 assist.
Jebali ha iniziato anche il campionato 2016 al Värnamo (6 gol in 15 presenze), ma durante l'estate del 2016 alcuni club della massima serie svedese hanno mostrato il loro interesse. Il 18 luglio 2016 è stato annunciato il suo acquisto da parte dell'Elfsborg, con un contratto valido fino al termine della stagione 2019. Nella prima rimanente metà stagione ha giocato 15 partite e segna 7 reti. L'anno successivo è stato il miglior marcatore della sua squadra, con 10 gol in campionato.
Dopo aver giocato con l'Elfsborg la prima metà dell'Allsvenskan 2018 con 3 gol in 15 partite, il giocatore tunisino è stato ceduto ai norvegesi del Rosenborg fino all'estate del 2022. La cifra pagata al club giallonero per il suo cartellino ammonterebbe a circa 12 milioni di corone svedesi.
La sua permanenza in Norvegia tuttavia è durata solo pochi mesi, dato che nel gennaio 2019 è stato acquistato dai sauditi dell'Al-Wahda.

## Statistiche

### Presenze e reti nei club
Statistiche aggiornate all'8 dicembre 2024.
| Stagione               | Club                   | Campionato             | Campionato | Campionato | Coppe nazionali | Coppe nazionali | Coppe nazionali | Coppe continentali | Coppe continentali | Coppe continentali | Altre coppe | Altre coppe | Altre coppe | Totale | Totale |
| Stagione               | Club                   | Comp                   | Pres       | Reti       | Comp            | Pres            | Reti            | Comp               | Pres               | Reti               | Comp        | Pres        | Reti        | Pres   | Reti   |
| ---------------------- | ---------------------- | ---------------------- | ---------- | ---------- | --------------- | --------------- | --------------- | ------------------ | ------------------ | ------------------ | ----------- | ----------- | ----------- | ------ | ------ |
| 2008-2009              | Étoile du Sahel        | L1                     | 0          | 0          | CT              | 0               | 0               | CCL                | 5                  | 0                  | -           | -           | -           | 5      | 0      |
| 2009-2010              | Étoile du Sahel        | L1                     | 16         | 2          | CT              | 0               | 0               | -                  | -                  | -                  | -           | -           | -           | 16     | 2      |
| 2010-2011              | Étoile du Sahel        | L1                     | 12         | 0          | CT              | 0               | 0               | -                  | -                  | -                  | -           | -           | -           | 12     | 0      |
| 2011-2012              | Étoile du Sahel        | L1                     | 5          | 0          | CT              | 1               | 0               | -                  | -                  | -                  | -           | -           | -           | 6      | 0      |
| 2012-2013              | Espérance Zarzis       | L1                     | 7+1        | 2+0        | -               | -               | -               | -                  | -                  | -                  | -           | -           | -           | 8      | 2      |
| 2013-2014              | Étoile du Sahel        | L1                     | 23         | 3          | CT              | 3               | 1               | -                  | -                  | -                  | -           | -           | -           | 26     | 4      |
| Totale Étoile du Sahel | Totale Étoile du Sahel | Totale Étoile du Sahel | 56         | 5          |                 | 4               | 1               |                    | 5                  | 0                  |             | -           | -           | 65     | 6      |
| 2015                   | IFK Värnamo            | S                      | 26         | 5          | -               | -               | -               | -                  | -                  | -                  | -           | -           | -           | 26     | 5      |
| gen.-lug. 2016         | IFK Värnamo            | S                      | 15         | 6          | CS              | 4               | 0               | -                  | -                  | -                  | -           | -           | -           | 19     | 6      |
| Totale IFK Värnamo     | Totale IFK Värnamo     | Totale IFK Värnamo     | 41         | 11         |                 | 4               | 0               |                    | -                  | -                  |             | -           | -           | 45     | 11     |
| lug.-dic. 2016         | Elfsborg               | A                      | 15         | 7          | -               | -               | -               | -                  | -                  | -                  | -           | -           | -           | 15     | 7      |
| 2017                   | Elfsborg               | A                      | 29         | 10         | CS              | 2               | 1               | -                  | -                  | -                  | -           | -           | -           | 31     | 11     |
| 2018                   | Elfsborg               | A                      | 15         | 3          | CS              | 4               | 2               | -                  | -                  | -                  | -           | -           | -           | 19     | 5      |
| Totale Elfsborg        | Totale Elfsborg        | Totale Elfsborg        | 59         | 20         |                 | 6               | 3               |                    | -                  | -                  |             | -           | -           | 65     | 23     |
| ago.-dic. 2018         | Rosenborg              | ES                     | 7          | 3          | CN              | 1               | 0               | UEL                | 5                  | 2                  | -           | -           | -           | 13     | 5      |
| gen.-giu. 2019         | Al-Wahda               | SPL                    | 13         | 3          | KC              | 1               | 0               | -                  | -                  | -                  | -           | -           | -           | 14     | 3      |
| 2019-2020              | Odense                 | SL                     | 17+5+2     | 2+0+1      | CD              | 1               | 0               | -                  | -                  | -                  | -           | -           | -           | 25     | 3      |
| 2020-2021              | Odense                 | SL                     | 20+10      | 6+4        | CD              | 3               | 1               | -                  | -                  | -                  | -           | -           | -           | 33     | 11     |
| 2021-2022              | Odense                 | SL                     | 15+10      | 6+4        | CD              | 5               | 1               | -                  | -                  | -                  | -           | -           | -           | 30     | 11     |
| 2022-gen. 2023         | Odense                 | SL                     | 13         | 4          | CD              | 1               | 0               | -                  | -                  | -                  | -           | -           | -           | 14     | 4      |
| Totale Odense          | Totale Odense          | Totale Odense          | 92         | 27         |                 | 10              | 2               |                    | -                  | -                  |             | -           | -           | 102    | 29     |
| 2023                   | Gamba Osaka            | J1                     | 29         | 5          | CG+CdL          | 1+4             | 0               | -                  | -                  | -                  | -           | -           | -           | 34     | 5      |
| 2024                   | Gamba Osaka            | J1                     | 18         | 2          | CG+CdL          | 3+0             | 1+0             | -                  | -                  | -                  | -           | -           | -           | 21     | 3      |
| Totale Gamba Osaka     | Totale Gamba Osaka     | Totale Gamba Osaka     | 47         | 7          |                 | 8               | 1               |                    | -                  | -                  |             | -           | -           | 55     | 8      |
| Totale carriera        | Totale carriera        | Totale carriera        | 323        | 78         |                 | 34              | 7               |                    | 10                 | 2                  |             | -           | -           | 367    | 87     |

### Cronologia presenze e reti in nazionale
| Cronologia completa delle presenze e delle reti in nazionale ― Tunisia | Cronologia completa delle presenze e delle reti in nazionale ― Tunisia | Cronologia completa delle presenze e delle reti in nazionale ― Tunisia | Cronologia completa delle presenze e delle reti in nazionale ― Tunisia | Cronologia completa delle presenze e delle reti in nazionale ― Tunisia | Cronologia completa delle presenze e delle reti in nazionale ― Tunisia | Cronologia completa delle presenze e delle reti in nazionale ― Tunisia | Cronologia completa delle presenze e delle reti in nazionale ― Tunisia |
| Data                                                                   | Città                                                                  | In casa                                                                | Risultato                                                              | Ospiti                                                                 | Competizione                                                           | Reti                                                                   | Note                                                                   |
| ---------------------------------------------------------------------- | ---------------------------------------------------------------------- | ---------------------------------------------------------------------- | ---------------------------------------------------------------------- | ---------------------------------------------------------------------- | ---------------------------------------------------------------------- | ---------------------------------------------------------------------- | ---------------------------------------------------------------------- |
| 9-9-2018                                                               | Manzini                                                                | eSwatini                                                               | 0 – 2                                                                  | Tunisia                                                                | Qual. Coppa d'Africa 2019                                              | -                                                                      | 82’                                                                    |
| 5-6-2021                                                               | Radès                                                                  | Tunisia                                                                | 1 – 0                                                                  | RD del Congo                                                           | Amichevole                                                             | -                                                                      | 81’                                                                    |
| 15-6-2021                                                              | Radès                                                                  | Tunisia                                                                | 1 – 0                                                                  | Mali                                                                   | Amichevole                                                             | -                                                                      | 71’                                                                    |
| 23-1-2022                                                              | Garoua                                                                 | Nigeria                                                                | 0 – 1                                                                  | Tunisia                                                                | Coppa d'Africa 2021 - Ottavi di finale                                 | -                                                                      | 86’                                                                    |
| 29-1-2022                                                              | Garoua                                                                 | Burkina Faso                                                           | 1 – 0                                                                  | Tunisia                                                                | Coppa d'Africa 2021 - Quarti di finale                                 | -                                                                      | 75’                                                                    |
| 5-6-2022                                                               | Francistown                                                            | Botswana                                                               | 0 – 0                                                                  | Tunisia                                                                | Qual. Coppa d'Africa 2023                                              | -                                                                      | 46’                                                                    |
| 10-6-2022                                                              | Kōbe                                                                   | Cile                                                                   | 0 – 2                                                                  | Tunisia                                                                | Amichevole                                                             | 1                                                                      | 68’                                                                    |
| 14-6-2022                                                              | Suita                                                                  | Giappone                                                               | 0 – 3                                                                  | Tunisia                                                                | Amichevole                                                             | 1                                                                      | 77’                                                                    |
| 22-9-2022                                                              | Orléans                                                                | Comore                                                                 | 0 – 1                                                                  | Tunisia                                                                | Amichevole                                                             | -                                                                      | 69’                                                                    |
| 16-11-2022                                                             | Al Rayyan                                                              | Tunisia                                                                | 2 – 0                                                                  | Iran                                                                   | Amichevole                                                             | -                                                                      |                                                                        |
| 22-11-2022                                                             | Al Rayyan                                                              | Danimarca                                                              | 0 – 0                                                                  | Tunisia                                                                | Mondiali 2022 - 1º turno                                               | -                                                                      | 80’                                                                    |
| 26-11-2022                                                             | Al Wakrah                                                              | Tunisia                                                                | 0 – 1                                                                  | Australia                                                              | Mondiali 2022 - 1º turno                                               | -                                                                      | 73’                                                                    |
| 30-11-2022                                                             | Al Rayyan                                                              | Tunisia                                                                | 1 – 0                                                                  | Francia                                                                | Mondiali 2022 - 1º turno                                               | -                                                                      | 60’                                                                    |
| 17-6-2023                                                              | Malabo                                                                 | Guinea Equatoriale                                                     | 1 – 0                                                                  | Tunisia                                                                | Qual. Coppa d'Africa 2023                                              | -                                                                      | 78’                                                                    |
| 20-6-2023                                                              | Annaba                                                                 | Algeria                                                                | 1 – 1                                                                  | Tunisia                                                                | Amichevole                                                             | -                                                                      | 70’                                                                    |
| 17-10-2023                                                             | Kōbe                                                                   | Giappone                                                               | 2 – 0                                                                  | Tunisia                                                                | Amichevole                                                             | -                                                                      | 63’                                                                    |
| Totale                                                                 |                                                                        | Presenze                                                               | 16                                                                     |                                                                        | Reti                                                                   | 2                                                                      |                                                                        |

## Palmarès

### Club

#### Competizioni nazionali
- Coppa di Tunisia: 2

Étoile du Sahel: 2011-2012, 2013-2014
- Campionato norvegese: 1

Rosenborg: 2018
- Coppa di Norvegia: 1

Rosenborg: 2018